# Hampang (kecamatan)
Hampang (indonez. Kecamatan Hampang) – kecamatan w kabupatenie Kotabaru w prowincji Borneo Południowe w Indonezji.
Kecamatan ten graniczy od północy z kabupatenem Hulu Sungai Tengah i kecamatanem Sungai Durian, od wschodu z kecamatanem Kelumpang Hulu, od południa z kapupatenem Tanah Bumbu i Morzem Jawajskim, od zachodu z kapupatenami Banjar i Hulu Sungai Selatan.
W 2010 roku kecamatan ten zamieszkiwało 10 158 osób, z których 100% stanowiła ludność wiejska. Mężczyzn było 5 452, a kobiet 4 706. 5 610 osób wyznawało islam, a 1 052 chrześcijaństwo.
Znajdują się tutaj miejscowości: Cantung Kanan, Cantung Kiri Hulu, Hampang, Hulu Sampanahan, Lalapin, Limbungan, Limbur, Muara Ore, Peramasan.